# Fort Apache
Fort Apache er en westernfilm fra 1948, instrueret af John Ford og med John Wayne og Henry Fonda i hovedrollerne. Filmen var den første i Fords "kavaleri-trilogi" og blev efterfulgt af Kavalleriets gule bånd (originaltitel She Wore a Yellow Ribbon) og Rio Grande. der også havde John Wayne i hovedrollen. Historien, der er løseligt baseret på George Armstrong Custer og Slaget ved Little Bighorn samt på Fetterman-massakren i 1866, var en af de første, der gav et autentisk og positivt billede af de indfødte amerikanere, der havde været med i slagene (apache-indianere i filmen, sioux-indianere i virkeligheden).

## Handlingen
Efter borgerkrigen overføres oberst Owen Thursday (spillet af Henry Fonda) til Fort Apache-reservatet, hvor han er opsat på at indføre den høje standard, han er vant til. På trods af kaptajn Kirby York (spillet af John Wayne), som siger, at problemerne i området snarere skyldes korrupte indianeragenter end indianerne selv, er Thursday opsat på at holde indianerne i reservatet nede. Til sidst beordrer Thursday sit regiment i kamp mod de indfødte med katastrofale følger.

## Medvirkende
- John Wayne som Captain Kirby York
- Henry Fonda som Lieutenant Colonel Owen Thursday
- Shirley Temple som Miss Philadelphia Thursday
- John Agar som Second Lieutenant Michael Shannon "Mickey" O'Rourke
- Ward Bond som Sergeant Major Michael O'Rourke
- Irene Rich som Mary O'Rourke
- Anna Lee som Emily Collingwood
- George O'Brien som Captain Sam Collingwood
- Guy Kibbee som First Lieutenant Wilkens, regimental surgeon
- Ray Hyke som Lieutenant Gates, regimental adjutant
- Mae Marsh som Mrs. Gates
- Victor McLaglen som Sergeant Festus Mulcahy
- Dick Foran som Sergeant Quincannon
- Pedro Armendáriz som Sergeant Beaufort
- Jack Pennick som Sergeant Daniel Schattuck
- Frank McGrath som Corporal Derice (ukrediteret)
- Philip Kieffer som a Trooper (credited som Keiffer)
- Fred Graham som a Trooper (ukrediteret)
- Danny Borzage som recruit/accordionist (uncredited)
- Hank Worden som Southern recruit
- Miguel Inclán som Cochise
- Grant Withers som Silas Meacham
- Movita som Guadalupe, Colonel Thursday's household cook
- Mary Gordon som Ma (Barmaid)
- Cliff Clark som Stage Driver (uncredited)
- Francis Ford som Fen (Stage Guard) (ukrediteret)
- Frank Ferguson som Newspaperman (ukrediteret)
- William Forrest som Reporter (ukrediteret)
- Archie R. Twitchell som Reporter (ukrediteret)
- Harry Tenbrook som Tom O'Feeney (ukrediteret)
- Mickey Simpson som NCO ved dans (ukrediteret)
- Jane Crowley som Officer's Wife (ukrediteret)

Note: Shirley Temple og John Agar var gift i deres civilie liv under indspilningerne